# غوران كاران
غوران كاران (بالكرواتية: Goran Karan)‏ هو مغني كرواتي، ولد في 2 أبريل 1964 في بلغراد في صربيا.

## وصلات خارجية
- الموقع الرسمي
- غوران كاران على موقع IMDb (الإنجليزية)
- غوران كاران على موقع ميوزك برينز (الإنجليزية)
- غوران كاران على موقع أول ميوزيك (الإنجليزية)
- غوران كاران على موقع ديسكوغز (الإنجليزية)